# Walchenfeld
Walchenfeld ist ein Gemeindeteil der Gemeinde Bundorf im unterfränkischen Landkreis Haßberge in Bayern.

## Geografie
Das Kirchdorf Walchenfeld liegt zwischen Manau und Stöckach. Die Hauptstraße des Ortes ist die Kreisstraße HAS 41. Die Baunach fließt östlich an Walchenfeld vorbei. Bundorf liegt knapp sechs Kilometer (Luftlinie) entfernt.

## Geschichte
Er wird erstmals im Jahre 1303 schriftlich erwähnt. Der Ursprung des Ortsnamens geht vermutlich auf Wasservorkommen zurück. Die Silbe w~l kennzeichnet einen Ort in Bezug zu einem entsprechend als wertvoll angesehenen Gewässer oder einer Quelle.
Am 1. Mai 1978 wurde der Ort im Zuge der Gebietsreform in Bayern in die Gemeinde Bundorf eingegliedert.

## Persönlichkeiten
- Johann Ernst Henfling (1691–1720), deutscher Kaufmann, Jurist und Förderer der höheren Bildung in Meiningen

## Vereine
- Freiwillige Feuerwehr Walchenfeld